# Långhällssjön
Långhällssjön är en sjö i Heby kommun i Uppland och ingår i Tämnaråns huvudavrinningsområde. Sjön har en area på 0,102 kvadratkilometer och ligger 48 meter över havet. Långhällssjön ligger i Långhällsmossen Natura 2000-område.

## Delavrinningsområde
Långhällssjön ingår i det delavrinningsområde (668370-158707) som SMHI kallar för Mynnar i Tämnarån. Medelhöjden är 43 meter över havet och ytan är 41,23 kvadratkilometer. Det finns inga avrinningsområden uppströms utan avrinningsområdet är högsta punkten. Svartån som avvattnar avrinningsområdet har biflödesordning 2, vilket innebär att vattnet flödar genom totalt 2 vattendrag innan det når havet efter 36 kilometer. Avrinningsområdet består mestadels av skog (85 procent). Avrinningsområdet har 0,1 kvadratkilometer vattenytor vilket ger det en sjöprocent på 0,2 procent.